# هوانگ ونشن
هوانگ ونشن (انگلیسی: Huang Wenshan; ۱۸۹۸ – ۱۹۸۸) پژوهش‌گر مطالعات فرهنگی، جامعه‌شناسی، مردم‌شناسی، و قوم‌شناسی چینی بود. او یک سوسیالیست لیبرتارین شناخته‌شده در جنبش چهارم مه بود.